# Fasciolaria
Fasciolaire
Genre
Synonymes
- voir paragraphe #Synonymes

Fasciolarias, ou fasciolaire, est un genre de mollusques gastéropodes marin de la famille des Fasciolariidae.
La coquille de ces animaux mesure jusqu'à 25 cm de long.

## Synonymes
- Ioeranea Rafinesque, 1815[2]

## Liste des espèces
Selon World Register of Marine Species (26 novembre 2018) :
- Fasciolaria bullisi Lyons, 1972
- Fasciolaria curvirostris (W. Wood, 1828)
- Fasciolaria delicatissima García, Lyons & Snyder, 2016
- Fasciolaria guyanensis Lyons & Snyder, 2016
- Fasciolaria hollisteri Weisbord, 1962
- Fasciolaria magna (Anton, 1838)
- Fasciolaria sulcata (Anton, 1838)
- Fasciolaria sulcata Lesson, 1842
- Fasciolaria tephrina de Souza, 2002
- Fasciolaria tulipa (Linnaeus, 1758)

## Galerie

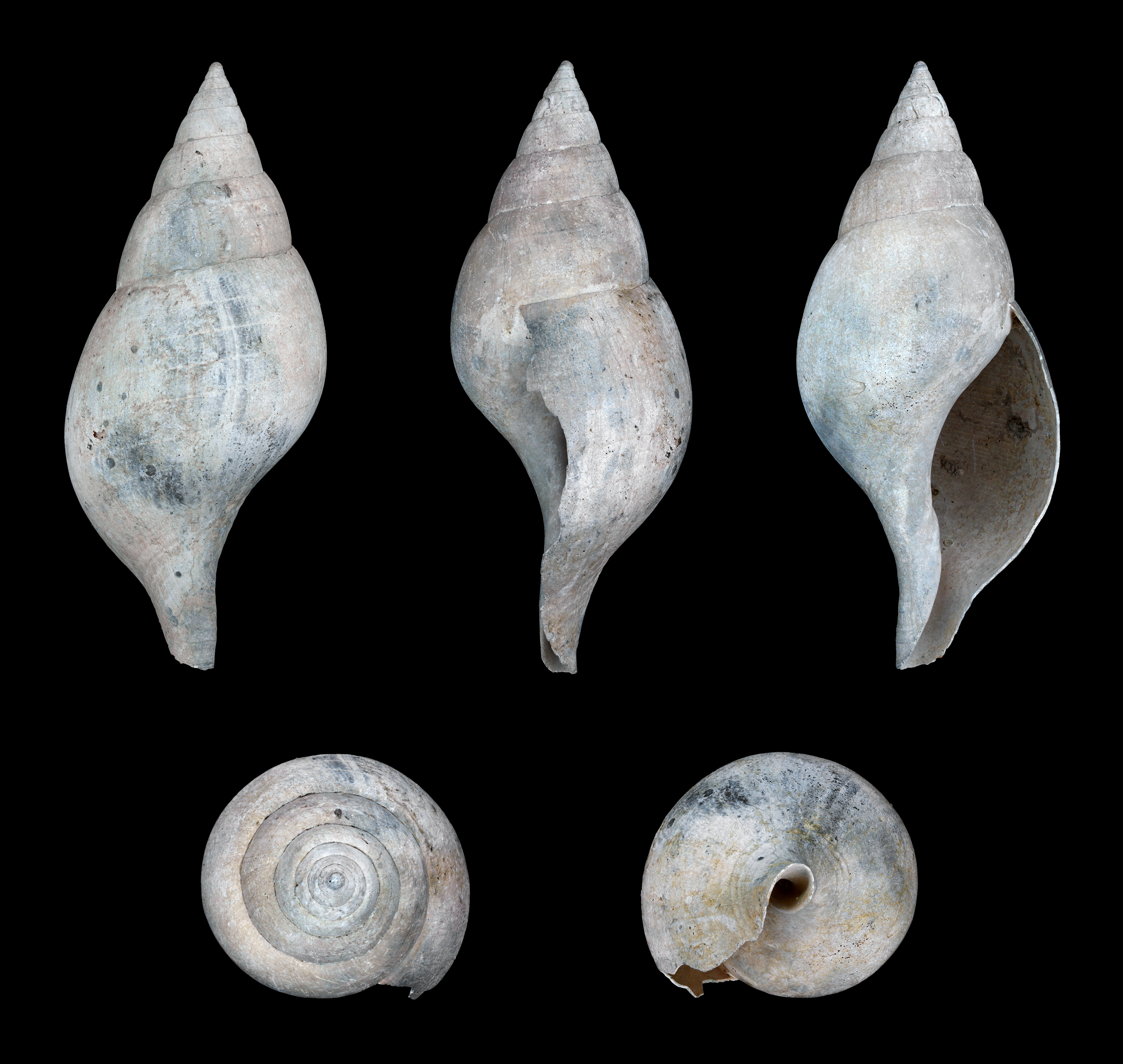
Fasciolaria apicina
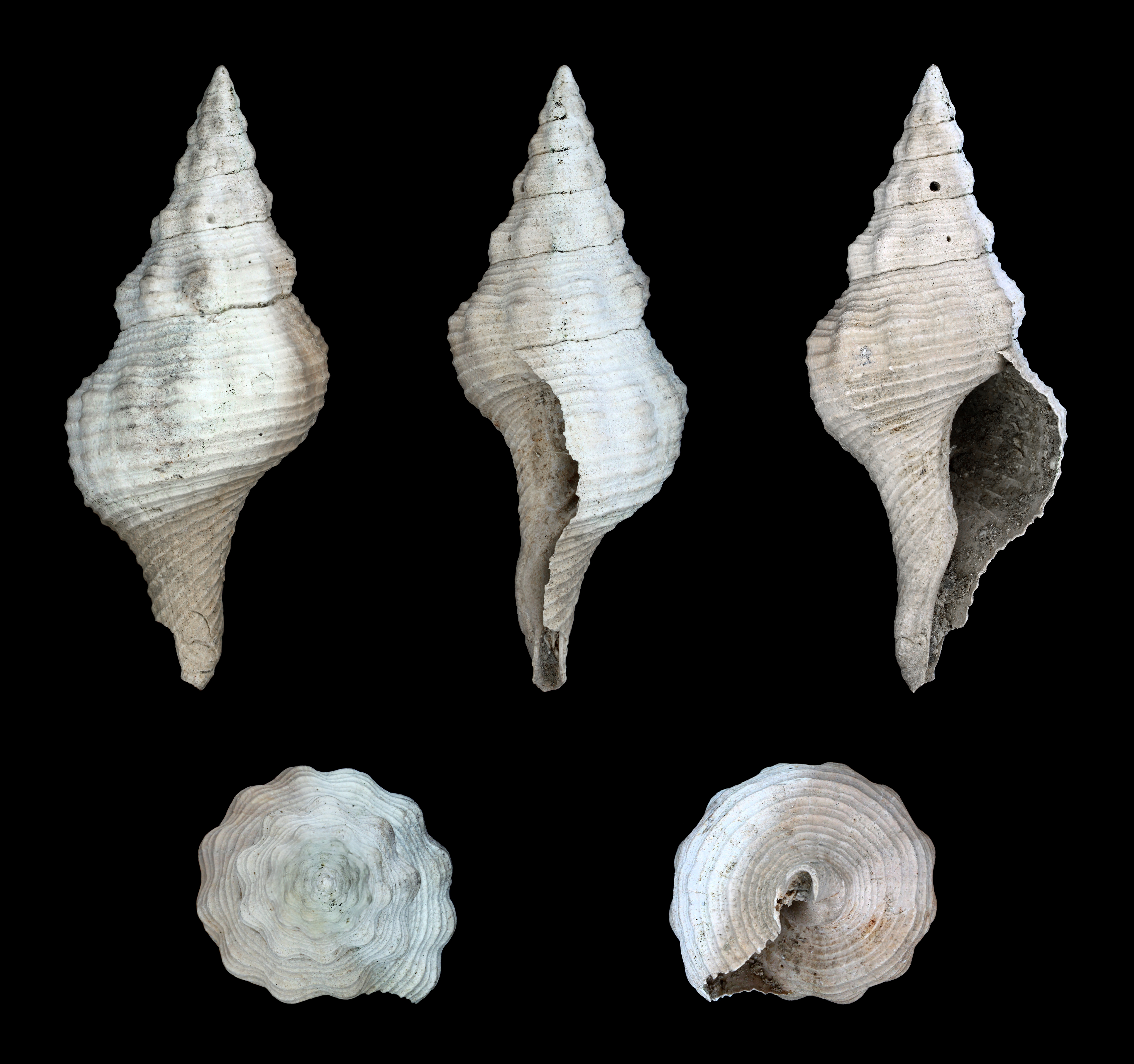
Fasciolaria scalarina
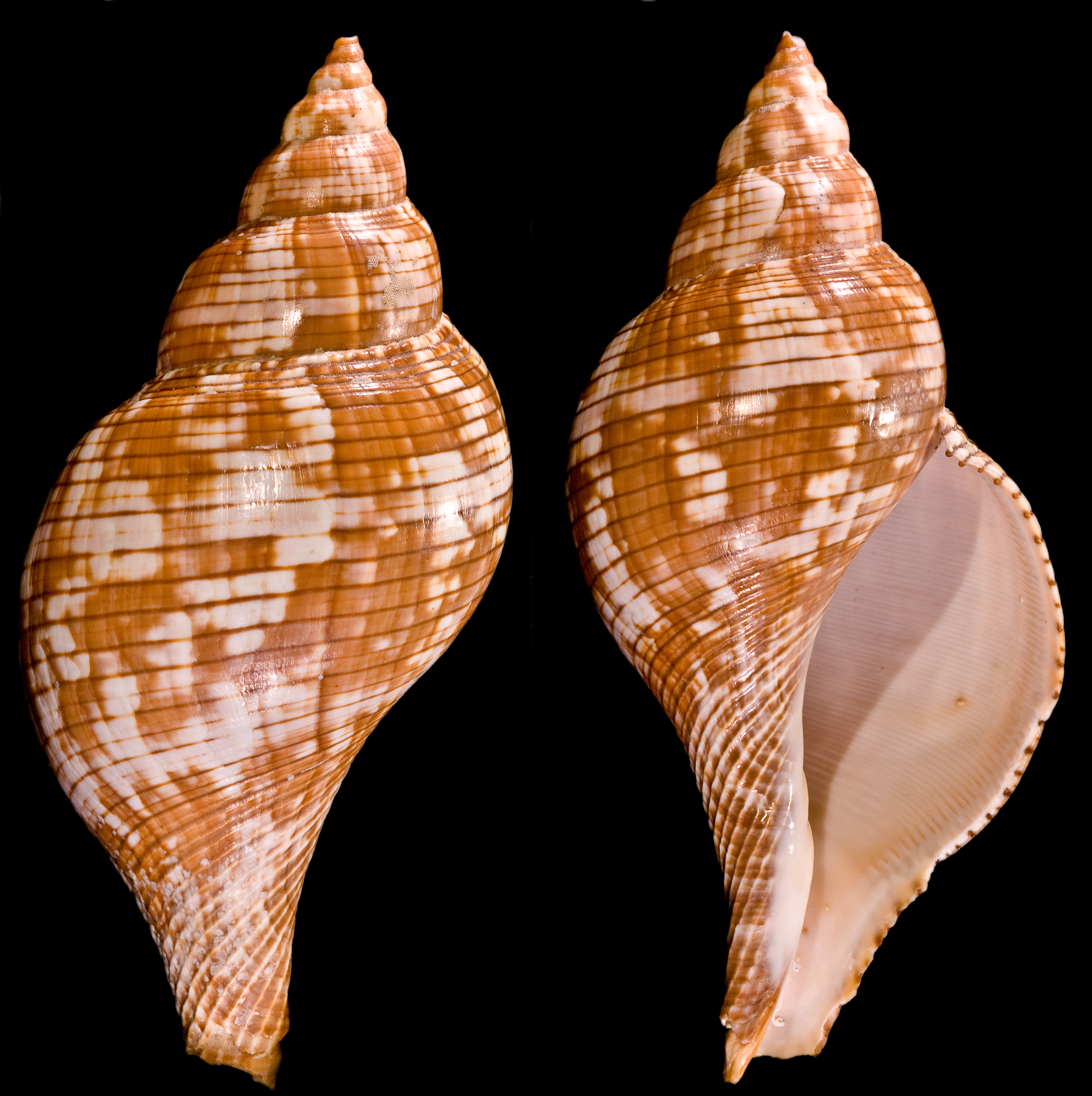
Fasciolaria tulipa
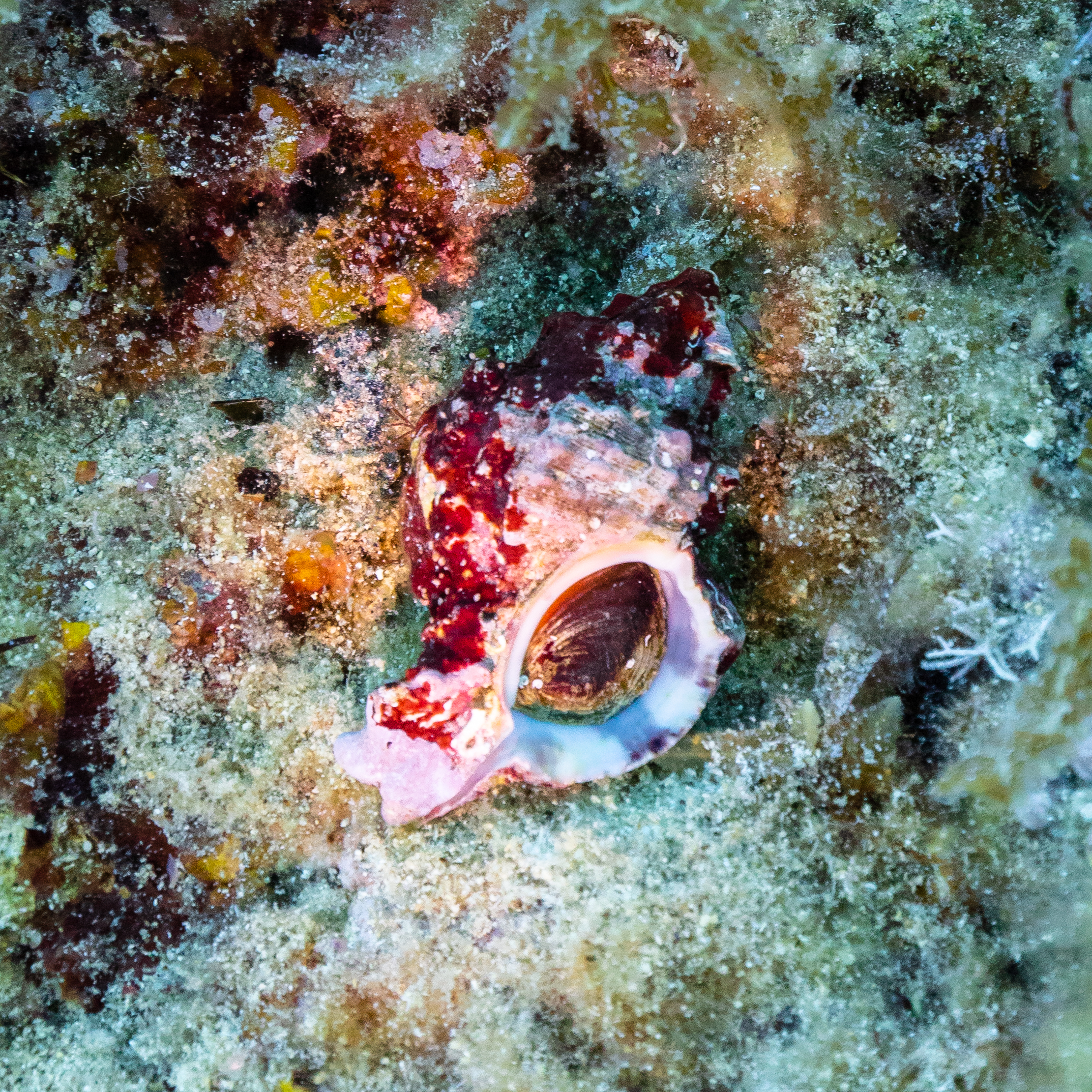
Fasciolaria lignaria